# Llista de l'art públic de Nou Barris
Llista de l'art públic de Nou Barris (Barcelona) inclòs en el catàleg raonat d'art públic editat per l'Ajuntament de Barcelona i la Universitat de Barcelona.
| Títol                                                                  | Descripció | Autor/Data | Material | Localització | Codi         | Imatge |
| ---------------------------------------------------------------------- | --- | --- | --- | --- | ------------ | --- |
| A Blas Infante                                                         | | Disseny columnes: Josep Lluís Delgado Bust: Xavier Cuenca Iturat, signada 1982-1995 | marbre rosa sobre base aplacada de granit negre i bronze sobre pedra                                                | Parc de la Guineueta 41° 26′ 26″ N, 2° 10′ 23″ E / 41.44069°N,2.17302°E                                                       | 08019/8001-1 | A Blas Infante (Xavier Cuenca Iturat) · Vegeu més fotos d'aquesta obra · Carregueu una nova foto d'aquesta obra                                  |
| Homenatge a la Mediterrània                                            | | Escultor: Xavier Corberó Arquitectes: Josep Maria Julià, Josep Lluís Delgado, Andreu Arriola, Carme Ribas 1983, restauració 2012                                                                       | marbres blanc i rosa i ònix                                                                                         | Pl. Sóller 41° 26′ 02″ N, 2° 10′ 35″ E / 41.43395°N,2.17638°E                                                                 | 08019/8002-1 | Homenatge a la Mediterrània (Xavier Corberó) · Vegeu més fotos d'aquesta obra · Carregueu una nova foto d'aquesta obra                           |
| Guineu                                                                 | | Escultor: Julià Riu i Serra 1971 | ferro pintat | Parc de la Guineueta 41° 26′ 24″ N, 2° 10′ 25″ E / 41.43998°N,2.17355°E                                                       | 08019/8003-1 | Guineu (Julià Riu i Serra) · Vegeu més fotos d'aquesta obra · Carregueu una nova foto d'aquesta obra                                             |
| Als nous catalans, Júlia                                               | | Escultor: Sergi Aguilar Arquitectes: Bernardo de Sola, Josep Maria Julià 1986 | acer | Via Júlia 41° 26′ 32″ N, 2° 10′ 41″ E / 41.44223°N,2.17793°E                                                                  | 08019/8004-1 | Als nous catalans (Sergi Aguilar) · Vegeu més fotos d'aquesta obra · Carregueu una nova foto d'aquesta obra                                      |
| Torre Favència                                                         | | Escultor: Antoni Roselló Arquitectes: Bernardo de Sola, Josep Maria Julià 1986 | acer corten, formigó, vidre i llum                                                                                  | Via Júlia amb Via Favència 41° 26′ 44″ N, 2° 10′ 46″ E / 41.44562°N,2.17937°E                                                 | 08019/8005-1 | Torre Favència (Antoni Roselló) · Vegeu més fotos d'aquesta obra · Carregueu una nova foto d'aquesta obra                                        |
| A Josep Anselm Clavé i a l'Agrupació Sardanista l'Ideal d'en Clavé     | Dedicat a Josep Anselm Clavé i a l'Agrupació Sardanista l'Ideal d'en Clavé                                                              | Arquitecte: Juan Pablo Jaroslavsky, amb material anterior 1994, utilitzant elements d'altres monuments anteriors                                                                                       | bronze sobre bloc de granit                                                                                         | Via Júlia, Jardins del Conflent 41° 26′ 31″ N, 2° 10′ 41″ E / 41.4419°N,2.17811°E                                             | 08019/8006-1 | A Josep Anselm Clavé i a l'Agrupació Sardanista l'Ideal d'en Clavé · Vegeu més fotos d'aquesta obra · Carregueu una nova foto d'aquesta obra     |
| La República, Homenatge a Pi i Maragall                                | Dedicada a Pi i Margall | Escultors: Josep Viladomat (figura), signada, Joan Pie (medalló) Instal·lació: Albert Viaplana, Helio Piñón, amb la col·laboració de Ricard Mercadé 1990, inclou peces de 1934, en curs de restauració | escultura de bronze i medalló de marbre blanc sobre estructura d'acer corten                                        | Pl. Llucmajor 41° 26′ 18″ N, 2° 10′ 29″ E / 41.43837°N,2.17465°E                                                              | 08019/8008-1 | La República (Josep Viladomat) · Vegeu més fotos d'aquesta obra · Carregueu una nova foto d'aquesta obra                                         |
| Escullera                                                              | | Escultor: Jaume Plensa 1988, en l'actual emplaçament des de 1999 | ferro colat | C. Conflent davant la Via Júlia, abans a la pl. Francesc Layret 41° 26′ 32″ N, 2° 10′ 41″ E / 41.44209°N,2.17819°E            | 08019/8009-1 | Escullera (Jaume Plensa) · Vegeu més fotos d'aquesta obra · Carregueu una nova foto d'aquesta obra                                               |
| Aurigues olímpics                                                      | Còpia en bronze de l'original de l'Estadi Olímpic                                                                                       | Escultor: Marta Polo sobre l'original de Pau Gargallo Paisatge: Enric Pericas 1991, original de 1929                                                                                                   | bronze | Parc esportiu de Can Dragó -av. Meridiana amb Pintor Alsamora- 41° 26′ 01″ N, 2° 10′ 57″ E / 41.43373°N,2.18255°E             | 08019/8010-1 | Aurigues olímpics (segons Pau Gargallo) · Vegeu més fotos d'aquesta obra · Carregueu una nova foto d'aquesta obra                                |
| A Emili Pi i Molist                                                    | | Escultor: Carles Flotats 1930, en l'actual emplaçament des de 1998 | bronze sobre pedestal de pedra                                                                                      | C. Lorena, 2-8 41° 26′ 01″ N, 2° 10′ 07″ E / 41.43363°N,2.16858°E                                                             | 08019/8011-1 | Carregueu una nova foto d'aquesta obra |
| Mitjana escultòrica                                                    | | Escultor: Agustí Roqué Arquitectes: Carles Teixidor, Paloma Bardají 1989 | formigó encofrat tenyit sobre paisatge                                                                              | Av. Rio de Janeiro 41° 26′ 30″ N, 2° 11′ 04″ E / 41.44154°N,2.18442°E                                                         | 08019/8012-1 | Mitjana escultòrica (Agustí Roqué) · Vegeu més fotos d'aquesta obra · Carregueu una nova foto d'aquesta obra                                     |
| A César Vallejo                                                        | Dedicat a César Vallejo | Escultor: Pedro Barrera, signada 1992 | bronze sobre pedestal de pedra                                                                                      | Pg. Urrútia, 93 41° 26′ 07″ N, 2° 10′ 06″ E / 41.43537°N,2.16838°E                                                            | 08019/8013-1 | A César Vallejo (Pedro Barrera) · Vegeu més fotos d'aquesta obra · Carregueu una nova foto d'aquesta obra                                        |
| Grup Carlos Trías                                                      | | Autor desconegut 1969 | relleu de bronze sobre estructura de formigó blanc                                                                  | C. Artesania amb c. Gòngora 41° 26′ 32″ N, 2° 10′ 22″ E / 41.44213°N,2.17282°E                                                | 08019/8014-1 | Grup Carlos Trías · Vegeu més fotos d'aquesta obra · Carregueu una nova foto d'aquesta obra                                                      |
| A Álvaro Cunqueiro                                                     | Dedicada a Álvaro Cunqueiro | Escultor: Guillermo Feal Otero, signada 1994 | granit | Pl. Álvaro Cunqueiro 41° 25′ 41″ N, 2° 10′ 09″ E / 41.42816°N,2.16927°E                                                       | 08019/8017-1 | A Álvaro Cunqueiro (Guillermo Feal Otero) · Vegeu més fotos d'aquesta obra · Carregueu una nova foto d'aquesta obra                              |
| Alegrías                                                               | | Escultor: Ignasi Farreras, signada 1994 | ferro colat sobre acer corten i formigó pintat                                                                      | Parc Josep Maria Serra Martí 41° 26′ 32″ N, 2° 09′ 58″ E / 41.44236°N,2.16622°E                                               | 08019/8018-1 | Alegrías (Ignasi Farreras) · Vegeu més fotos d'aquesta obra · Carregueu una nova foto d'aquesta obra                                             |
| La flama                                                               | | Escultor: Ricard Vaccaro, signada Arquitectes: Rosa Maria Clotet, Joan Llongueras 1999 | acer corten i acer inoxidable                                                                                       | C. Cartellà 41° 25′ 39″ N, 2° 10′ 24″ E / 41.42759°N,2.17344°E                                                                | 08019/8019-1 | La flama (Ricard Vaccaro) · Vegeu més fotos d'aquesta obra · Carregueu una nova foto d'aquesta obra                                              |
| Conversa, El Rei i la Reina                                            | | Escultor: Sergi Aguilar instal·lada 1992, retirada 2000, en l'emplaçament actual 2011 | acer corten | Av. dels Quinze, 2 -Biblioteca Cotxeres- 41° 25′ 33″ N, 2° 10′ 36″ E / 41.4259389°N,2.17658042°E                              | 08019/8035-1 | Conversa (Sergi Aguilar) · Vegeu més fotos d'aquesta obra · Carregueu una nova foto d'aquesta obra                                               |
| Agafant el metro (desaparegut)                                         | | 1981 | | Pl. de Maragall, estació metro L4                                                                                             | 08019/8430-1 | Carregueu una nova foto d'aquesta obra |
| Escrit a l'aigua. Metro L11 - Estació Casa de l'Aigua                  | | Fotògrafa: Gemma Nogueroles, amb la col·laboració de Carles Hac Mor i Ester Xargay 2003 | | Estació Casa de l'Aigua 41° 27′ 05″ N, 2° 11′ 09″ E / 41.45137500°N,2.185876965°E                                             | 08019/8431-1 | Es creu que no es poden fer fotos lliures d'aquesta obra                                                                                         |
| i [&]Territori / Participació. Metro L11 - Estació Torre Baró/Vallbona | | Disseny: Ramon Parramon i Núria Parés 2003 | | Estació Torre Baró/Vallbona 41° 27′ 32″ N, 2° 10′ 48″ E / 41.4587686°N,2.180137038°E                                          | 08019/8431-2 | Carregueu una nova foto d'aquesta obra |
| Jardí de Llum. Metro L11 - Estació Ciutat Meridiana                    | | Escultora: Eugènia Balcells 2003 | | Estació Ciutat Meridiana 41° 27′ 40″ N, 2° 10′ 29″ E / 41.4610423°N,2.17465192°E                                              | 08019/8431-3 | Jardí de Llum (Eugènia Balcells) · Carregueu una nova foto d'aquesta obra                                                                        |
| Tir al món amb mar de fons                                             | | Escultor: Benet Rosell 2001 | metall | Metro L3 estació Canyelles -accés per Via Favència i Federico García Lorca- 41° 26′ 29″ N, 2° 09′ 54″ E / 41.44139°N,2.1651°E | 08019/8432-1 | Tir al món amb mar de fons (Benet Rosell) · Vegeu més fotos d'aquesta obra · Carregueu una nova foto d'aquesta obra                              |
| Viatge global, viatge local, viatge personal                           | | Escultor: Salvador Juanpere 2008 | alumini recobert de vinil                                                                                           | Metro L3 Estació Roquetes -accés per c. Vidal i Guasch- 41° 26′ 53″ N, 2° 10′ 34″ E / 41.448°N,2.17625°E                      | 08019/8433-1 | Viatge global, viatge local, viatge personal (Salvador Juanpere) · Carregueu una nova foto d'aquesta obra                                        |
| Metamemòria                                                            | | Escultor: Enric Maurí 2008 | holograma | Metro L3 estació Trinitat Nova -accés c. de la Padrosa- 41° 26′ 56″ N, 2° 11′ 02″ E / 41.44897°N,2.18391°E                    | 08019/8434-1 | Es creu que no es poden fer fotos lliures d'aquesta obra                                                                                         |
| Voluntat i perseverança                                                | | Artista: Antonio Ortega 2008 | metacrilat i tinta                                                                                                  | Metro L3 estació Trinitat Nova -accés c. Palamós- 41° 26′ 56″ N, 2° 11′ 08″ E / 41.44899°N,2.1856°E                           | 08019/8434-2 | Es creu que no es poden fer fotos lliures d'aquesta obra                                                                                         |
| Sant Andreu                                                            | Dedicada a sant Andreu | Escultor: Antonio Ramón González 1957 | alabastre | Cementiri de Sant Andreu 41° 26′ 13″ N, 2° 10′ 39″ E / 41.437°N,2.17746°E                                                     | 08019/8460-1 | Sant Andreu (Antonio Ramón González) · Vegeu més fotos d'aquesta obra · Carregueu una nova foto d'aquesta obra                                   |
| Panteó del Soldat                                                      | | Enginyer: Miquel Niubó Monté Arquitecte: Juan Gordillo Nieto Escultor: Frederic Marès, atrib. 1941, 1995                                                                                               | | Cementiri de Sant Andreu 41° 26′ 11″ N, 2° 10′ 41″ E / 41.436384°N,2.17796444°E                                               | 08019/8461-1 | Panteó del Soldat · Vegeu més fotos d'aquesta obra · Carregueu una nova foto d'aquesta obra                                                      |
| El Campanar                                                            | | Arquitecte: Ramon Tèrmens Mauri 1956 | | Cementiri de Sant Andreu 41° 26′ 10″ N, 2° 10′ 44″ E / 41.43614672°N,2.1788549°E                                              | 08019/8462-1 | El Campanar (Ramon Tèrmens Mauri) · Vegeu més fotos d'aquesta obra · Carregueu una nova foto d'aquesta obra                                      |
| Homenatge a quatre alemanys                                            | Inscripció en castellà i alemany: Immolats per una Espanya una, gran i lliure / Assassinats el 23 juliol 1936 fent ruta cap a la Pàtria | 1940, placa desapareguda 2012 | | Cementiri de Sant Andreu 41° 26′ 12″ N, 2° 10′ 45″ E / 41.4366293°N,2.179107069°E                                             | 08019/8463-1 | Carregueu una nova foto d'aquesta obra |
| A Brossa                                                               | | Disseny: Perejaume 2009 | pedra artificial amb acabat abuixardat fi, dibuix de resina blanca, estructura interior de 4 perfils d'acer laminat | Pl. de la Prosperitat 41° 26′ 24″ N, 2° 10′ 44″ E / 41.44013°N,2.17894°E                                                      | 08019/8601-1 | A Brossa (Perejaume) · Vegeu més fotos d'aquesta obra · Carregueu una nova foto d'aquesta obra                                                   |
| A Víctor Jara                                                          | Dedicat a Víctor Jara | Escultor: Lautaro Díaz placa de 1998, base 2002 | bronze i pedra | Pl. Karl Marx 41° 26′ 28″ N, 2° 09′ 46″ E / 41.44119°N,2.16273°E                                                              | 08019/8705-1 | A Víctor Jara (Lautaro Díaz) · Vegeu més fotos d'aquesta obra · Carregueu una nova foto d'aquesta obra                                           |
| El Petit Príncep                                                       | Dedicat al Petit Príncep | Disseny: Judith Masana 2010 | acer corten | Jardins del Petit Príncep 41° 25′ 54″ N, 2° 10′ 31″ E / 41.43161°N,2.17539°E                                                  | 08019/8721-1 | El Petit Príncep (Judith Masana) · Vegeu més fotos d'aquesta obra · Carregueu una nova foto d'aquesta obra                                       |
| Font Mutant                                                            | | Escultor: Enric Pladevall 1986, desmuntada per les obres de l'aparcament i la plaça, reposada 2003 | bronze i estany | Pl. Àngel Pestaña 41° 26′ 29″ N, 2° 10′ 48″ E / 41.44147°N,2.1801°E                                                           | 08019/8801-1 | Font Mutant (Enric Pladevall) · Vegeu més fotos d'aquesta obra · Carregueu una nova foto d'aquesta obra                                          |
| Font Manuel de Falla                                                   | | Disseny: Pedro Barragán 1994 | acer, pedra i aigua                                                                                                 | Parc Josep Maria Serra Martí 41° 26′ 31″ N, 2° 09′ 56″ E / 41.44192°N,2.16543°E                                               | 08019/8812-1 | Font Manuel de Falla (Pedro Barragán) · Vegeu més fotos d'aquesta obra · Carregueu una nova foto d'aquesta obra                                  |
| Parc Central de Nou Barris. Elements ornamentals                       | | Disseny: Carme Fiol, Andreu Arriola 1999-2003 | fusta, vidre i llum                                                                                                 | Parc Central de Nou Barris 41° 26′ 12″ N, 2° 10′ 17″ E / 41.4366°N,2.17133°E                                                  | 08019/8813-1 | Parc Central de Nou Barris. Elements ornamentals · Vegeu més fotos d'aquesta obra · Carregueu una nova foto d'aquesta obra                       |
| Font de la Harry Walker                                                | | Disseny: Màrius Quintana 1999 | fusta, metall i aigua                                                                                               | Pl. Harry Walker 41° 26′ 23″ N, 2° 10′ 52″ E / 41.4396°N,2.18121°E                                                            | 08019/8814-1 | Font de la Harry Walker · Vegeu més fotos d'aquesta obra · Carregueu una nova foto d'aquesta obra                                                |
| Font interactiva (desaparegut)                                         | | Disseny: Juli Capella; Enginyera: GHESA 2001, desapareguda 2009 | aigua | Pg. Andreu Nin, 31, Heron City 41° 26′ 06″ N, 2° 10′ 52″ E / 41.43512°N,2.181°E                                               | 08019/8851-1 | Carregueu una nova foto d'aquesta obra |
| Dansa, Danza (desaparegut)                                             | | Escultora: Machú Harras, signada 1990 | bronze | Pl. Karl Marx 41° 26′ 28″ N, 2° 09′ 46″ E / 41.441°N,2.16272°E                                                                | 08019/8910-1 | Carregueu una nova foto d'aquesta obra |
| Murs de la Via Júlia                                                   | | Disseny: Sergi Aguilar 1986 | pintura | Via Júlia 41° 26′ 33″ N, 2° 10′ 41″ E / 41.44246°N,2.17816°E                                                                  | 08019/8912-1 | Murs de la Via Júlia · Vegeu més fotos d'aquesta obra · Carregueu una nova foto d'aquesta obra                                                   |
| Arte                                                                   | | Disseny: Colectivo Almorrana 2001 | pintura | C. Portlligat 41° 26′ 58″ N, 2° 10′ 52″ E / 41.44957°N,2.18105°E                                                              | 08019/8922-1 | Arte (Colectivo Almorrana) · Vegeu més fotos d'aquesta obra · Carregueu una nova foto d'aquesta obra                                             |
| Tall Irregular Progression. A les víctimes del terrorisme              | | Escultor: Sol LeWitt, signada 2003 | granit negre | Av. Meridiana amb av. Rio de Janeiro, Parc esportiu de Can Dragó 41° 25′ 52″ N, 2° 10′ 56″ E / 41.43121°N,2.18216°E           | 08019/9010-1 | Tall Irregular Progression. A les víctimes del terrorisme (Sol LeWitt) · Vegeu més fotos d'aquesta obra · Carregueu una nova foto d'aquesta obra |